# Robert Clark (Politiker, 1777)
Robert Clark (* 12. Juni 1777 im Charlotte County, New York; † 1. Oktober 1837 in Monroe, Michigan) war ein US-amerikanischer Arzt und Politiker. Zwischen 1819 und 1821 vertrat er den Bundesstaat New York im US-Repräsentantenhaus.

## Leben
Robert Clark wurde während des Unabhängigkeitskrieges im Washington County geboren, sechs Monate nachdem seine Familie aus Central Lowlands in die Vereinigten Staaten einwanderte. Als er 13 Jahre alt war, verstarb sein Vater. Er wurde von Privatlehrern unterrichtet. Danach studierte er in der Praxis seines Bruders, Thomas Clark, Medizin. 1799 begann er in Galway (New York) zu praktizieren. Mit 22 Jahren heiratete er Catherine Reid, die zu jenem Zeitpunkt gerade erst 15 Jahre alt war. Obwohl seine Schwiegermutter ihm zu helfen anbot sich in Lachine (Québec) – der früheren Heimatstadt seiner Ehefrau – einzurichten, lehnte Clark es ab sich in Herrschaftsgebieten der britischen Krone niederzulassen.
Clark blieb in Galway und baute dort ein Haus, wo seine ersten zwei Kinder geboren wurden. Nachdem das Haus niederbrannte, lebte Clark mit seiner Familie in einer Notunterkunft, die ihnen ihre Nachbarn zur Verfügung stellten. Sein drittes Kind kam dort zu Welt. Bald danach zog sie nach Stamford und von dort in die Nähe von Delhi, wo er weiter praktizierte.
Zwischen 1812 und 1815 saß er in der New York State Assembly. Als Gegner einer zu starken Zentralregierung schloss er sich in jener Zeit der von Thomas Jefferson gegründeten Demokratisch-Republikanischen Partei an. Bei den Kongresswahlen des Jahres 1818 für den 16. Kongress wurde Clark im achten Wahlbezirk von New York in das US-Repräsentantenhaus in Washington, D.C. gewählt, wo er am 4. März 1819 die Nachfolge von Dorrance Kirtland antrat. Er schied nach dem 3. März 1821 aus dem Kongress aus. 1821 nahm er als Delegierter an der verfassunggebenden Versammlung von New York teil.
Er zog 1823 in das Monroe County (Michigan) und ließ sich in dem kleinen Dorf (village) Monroe nieder. Am 26. Mai 1823 wurde er zum Register im Grundbuchamt des zweiten Landbezirks im Michigan-Territorium ernannt – eine Stellung, die er bis zum 25. März 1831 innehatte. Seine Ehefrau folgte ihm mit ihren mittlerweile acht Kindern – das jüngste erst 22 Monate alt – von New York. Die Familie lebte zu Anfang in einem kleinen Haus des Dorfes. Allerdings erwarb Clark bald eine Farm am Rande des Dorfes, welches ein Teil eines französischen Anwesens war. Als das Grundbuchamt nach White Pigeon verlegt wurde, widmete sich Clark wieder seiner Tätigkeit als Arzt. Clark ging der systematischen Kultivierung von Früchten und Gräsern nach. Darüber hinaus zeigte er Interesse an Entwässerungstechnik.
Bezüglich seiner politischen Zugehörigkeit sagte Clark folgendes: „that he had never changed his principles, but found himself a member of the Whig Party without needing to change.“ In New York war er ein Freimaurer, stand aber nicht in Einklang oder Gemeinschaft der Loge von Monroe. Er war ein Presbyterianer. Als er in New York lebte, war er Mitglied und Ältester in der Schottischen Kirche. Nach einer langen und schmerzhaften Krankheit starb Clark am 1. Oktober 1837 in Monroe. Seine Ehefrau überlebte ihn um 22 Jahre und war Mutter von 13 Kindern, von den zehn die Geschlechtsreife erreichten.